# Dezideriu Jenei
Dezideriu Szilard Jenei (* 25. Juni 1960 in Cluj-Napoca) ist ein ehemaliger rumänischer Eisschnellläufer.
Jenei nahm von 1973 bis 1987 an nationalen Wettbewerben teil und wurde dabei in den Jahren 1977 sowie 1978 rumänischer Juniorenmeister im Mehrkampf. Zudem siegte er bei rumänischen Meisterschaften jeweils zweimal im Sprint-Mehrkampf (1984, 1986) und im Großen Vierkampf (1981, 1984). International kam er bei den Juniorenweltmeisterschaften 1979 in Grenoble auf den 28. Platz im Kleinen Vierkampf. In der Saison 1979/80 belegte er bei den Juniorenweltmeisterschaften 1980 in Assen den 29. Platz im Kleinen Vierkampf und bei den Olympischen Winterspielen 1980 in Lake Placid den 33. Platz über 1000 m sowie den 30. Rang über 500 m. Vier Jahre später lief er bei den Olympischen Winterspielen in Sarajevo auf den 34. Platz über 1000 m und auf den 25. Rang über 500 m.

## Persönliche Bestleistungen
| Disziplin | Zeit         | Datum             | Ort            |
| --------- | ------------ | ----------------- | -------------- |
| 500 m     | 38,73 s      | 7. Januar 1984    | Inzell         |
| 1000 m    | 1:18,24 min  | 7. Januar 1984    | Inzell         |
| 1500 m    | 2:03,98 min  | 2. Januar 1984    | Innsbruck      |
| 3000 m    | 4:24,00 min  | 26. Dezember 1982 | Inzell         |
| 5000 m    | 7:50,00 min  | 30. Januar 1984   | Miercurea Ciuc |
| 10.000 m  | 16:32,30 min | 31. Januar 1982   | Miercurea Ciuc |